# 23A busz (Kecskemét)
A kecskeméti 23A jelzésű autóbusz a Széchenyi tér és a katonatelepi Mathiász Iskola között közlekedik. A viszonylatot a Kecskeméti Közlekedési Központ megrendelésére az Inter Tan-Ker Zrt. üzemelteti. Munkanapokon csúcsidőben (6.40, 13.55, 15.55) közlekedik a temetőhöz való betérés nélkül. "Nem" csúcsidőben a köztemetői betérés nélkül közlekedő 23-as busz pótolja.

## Útvonala
| Széchenyi tér ► Katonatelep ► Széchenyiváros |
| --- |
| Széchenyi tér vá. – Szilády Károly körút – Kölcsey utca – Dobó István körút – Batthyány utca – Katona József tér – Csányi János körút – Rákóczi út – Bethlen körút – Ceglédi út – Mátyás király körút – Czollner köz – Köztemető II. kapu, forduló – Czollner köz – Liszt Ferenc utca – Ceglédi út – Jegenyefa utca – Rezeda utca – Platán utca – Katona Zsigmond utca – Kocsis Pál utca – Szőlőskert utca – Ceglédi út – Mátyás király körút – Czollner köz – Köztemető II. kapu, forduló – Czollner köz – Liszt Ferenc utca – Ceglédi út – Bethlen körút – Rákóczi út – Koháry István körút – Hornyik János körút – Széchenyi tér vá. |

## Megállóhelyei
Az átszállási kapcsolatok között az azonos útvonalon, de a Köztemető II. kapu érintése nélkül közlekedő 23-as busz nincs feltüntetve.
| 0  | Széchenyi tér végállomás | 50 | 2, 2A, 2D, 2S, 3, 3A, 4A, 4C, 5, 6, 9, 10, 11, 11A, 12, 13, 13D, 13K, 14, 16, 20, 28, 29, 34A                                                      |
| 3  | Katona József Színház    | ∫  | 1, 2, 2A, 2D, 2S, 3, 3A, 4A, 4C, 6, 11, 11A, 12, 13, 13K, 15, 28 Helyközi buszok                                                                   |
| 5  | Cifrapalota              | 47 | 1, 2D, 2S, 4A, 4C, 12, 15 Helyközi buszok |
| 7  | Bethlen körút            | 45 | 22 Helyközi buszok Távolsági járatok Vasútállomás: 1, 2D, 2S, 12D, 15, 21, 21D, 22 S210 S220 sebesvonat, gyorsvonat, InterRégió, IC, expresszvonat |
| 8  | Ceglédi úti Óvoda        | 44 | 12D |
| 9  | BARNEVÁL                 | 43 | 12D Helyközi buszok |
| 10 | Palota utca              | ∫  | 12D |
| 11 | Mátyás király körút 43.  | ∫  | 12D, 12 |
| 12 | Köztemető II. kapu       | ∫  | |
| 13 | Hunyadi ABC              | ∫  | 12, 12D |
| 14 | Természet Háza           | ∫  | 12D |
| 15 | Serleg utca              | 42 | 12D |
| ∫  | Természet Háza           | 41 | 12D |
| ∫  | Hunyadi ABC              | 40 | 12, 12D |
| ∫  | Köztemető II. kapu       | 39 | |
| ∫  | Mátyás király körút 43.  | 38 | 12D, 12 |
| ∫  | Palota utca              | 37 | 12D |
| 16 | Mátyás király körút      | ∫  | |
| 17 | Vértes utca              | 36 | |
| 18 | Fábián köz               | 35 | |
| 19 | METRO                    | 34 | Helyközi buszok |
| 20 | 28-as km-kő              | 33 | |
| 21 | Gyökér utca              | 32 | Helyközi buszok |
| 22 | Barka utca               | 31 | Helyközi buszok |
| 23 | Veres Péter utca         | 30 | Helyközi buszok |
| 24 | Jegenyefa utca           | ∫  | |
| 25 | Rezeda utca              | ∫  | |
| 26 | Platán utca              | ∫  | |
| ∫  | Kocsis Pál utca          | 29 | S20 |
| ∫  | Szőlészeti Kutató        | 28 | |
| 27 | Mathiász Iskola          | 27 | Helyközi buszok Távolsági járatok |